# Dumbrava, Arad
Dumbrava este un sat în comuna Pleșcuța din județul Arad, Crișana, România.
Localitatea este cunoscută la nivel local prin moară de apă, încă funcțională, localizată în imediata apropiere a podului peste Crișul Alb, pod ce face legătura dintre localitatea Pleșcuța și Dumbrava. Păstrându-și renumele de-a lungul timpului prin calitatea ridicată a produselor rezultate, comparativ cu cea a produselor obținute pe cale "industrială" de la alte mori din zonă.